# Col du Pradel
Le col du Pradel est un col routier des Pyrénées, situé à la limite entre le département français de l'Aude (vers Niort-de-Sault) et celui de l'Ariège (vers Ax-les-Thermes). Son altitude est de 1 673 mètres mais souvent indiquée à 1 680 mètres.
En raison de l'enneigement, il est fermé à la circulation pendant les mois d'hiver.

## Géographie

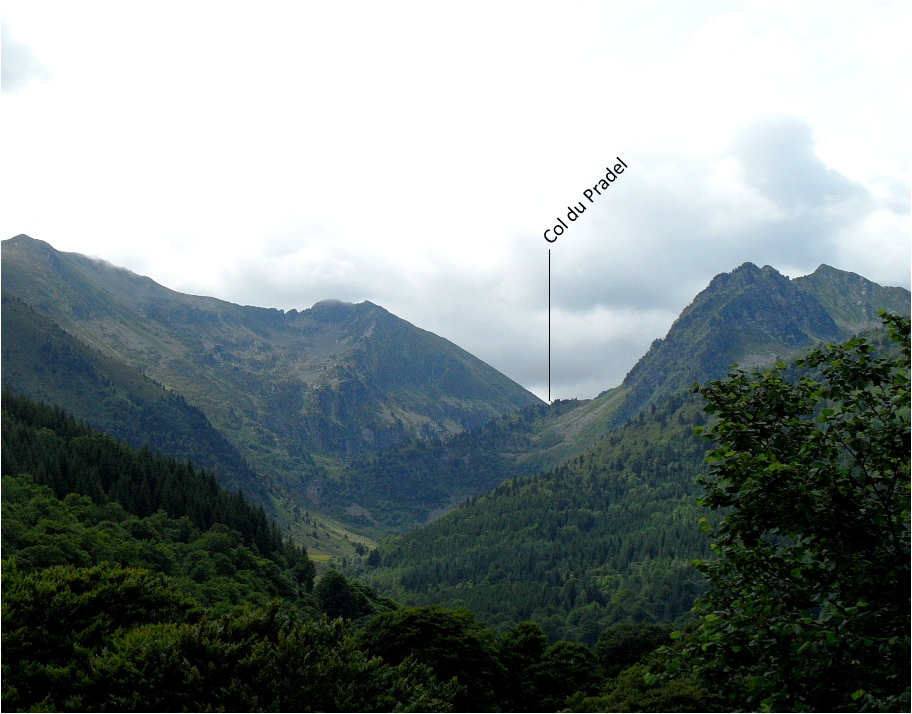
Le col du Pradel depuis le versant audois.

Le col se situe sur le flanc nord-ouest du pic de Tarbésou et permet la communication entre la haute vallée de l'Ariège et le Pays de Sault.
Dans l'Aude, le col se situe sur la commune de La Fajolle au sommet de la route départementale 107 dont il constitue une extrémité. Dans l'Ariège, le col se situe sur la commune d'Ascou au sommet de la route départementale 25b dont il constitue une extrémité.

## Activités

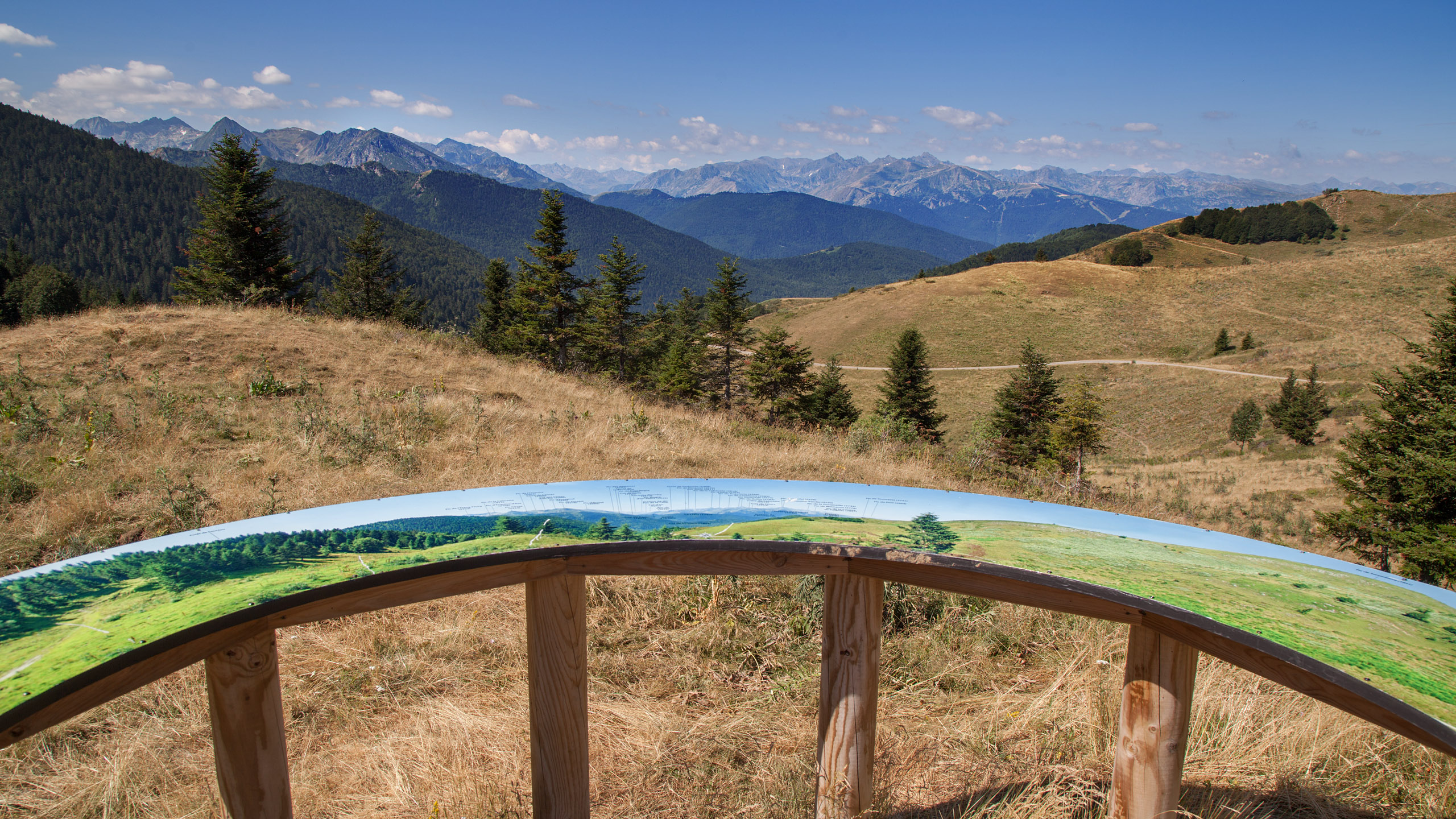
Vue vers l'ouest.

Le sentier de grande randonnée GR7B le traverse, depuis le refuge du Chioula à l'ouest, jusqu'à Mijanès à l'est. On peut accéder à l'étang de Rébendy via le col puis le GR7B.